# George Stanley (homme politique)
George Frederick Stanley (14 octobre 1872 - 1er juillet 1938) est un militaire britannique et un homme politique du Parti conservateur qui est député pour Preston et plus tard, Willesden East. Il est gouverneur de Madras de 1929 à 1934 et vice-roi par intérim de l'Inde en 1934.

## Biographie
Le sixième fils de Frederick Stanley, 16e comte de Derby, il fait ses études à Wellington et à Woolwich. En 1903, il épouse Beatrix Taylour, fille cadette de Thomas Taylour. Il est le petit-fils d'Edward Smith-Stanley, l'ancien Premier ministre britannique.
Il entre dans la Royal Horse Artillery en 1893 et est promu capitaine en 1900. Il sert pendant la seconde guerre des Boers en 1899–1900 et est adjudant auprès de l'Honourable Artillery Company de 1904 à 1909. Il sert lors la Première Guerre mondiale et est mentionné dans les dépêches et reçoit l'ordre de Saint-Michel et Saint-Georges en 1916.
Il est député conservateur de Preston de 1910 à 1922 et de Willesden East de 1924 à 1929.
Il est contrôleur de la maison de 1919 à 1921, secrétaire financier au ministère de la Guerre de 1921 à 1922, sous-secrétaire d'État parlementaire pour le ministère de l'Intérieur de 1922 à 1923, secrétaire parlementaire du ministère des Pensions de 1924 à 1929. Il est gouverneur de Madras de 1929 à 1934.
Il est nommé conseiller privé en 1927 et fait chevalier grand commandeur de l'ordre de l'Empire indien (GCIE) en 1929 et chevalier grand commandeur de l'ordre de l'étoile de l'Inde en 1934.

## Gouverneur de Madras
Stanley est nommé gouverneur de Madras le 26 octobre 1929 à un salaire annuel de 1 20000 . Il arrive en Inde et prend son poste en tant que gouverneur le 12 novembre 1929.
Stanley assume le gouvernorat à un moment critique. La Grande Dépression vient de commencer et l'économie se détériore. Le premier ministre P. Subbarayan démissionne après les élections de 1930 lorsque son parti est battu. Le parti Swaraj boycotte les élections dans le cadre du mouvement de désobéissance civile et le parti de la justice est porté au pouvoir lors des élections de 1930 et 1934. B. Munuswamy Naidu est premier ministre de 1930 à 1932, mais il doit démissionner en 1932 en raison de la forte opposition des propriétaires fonciers du parti. Naidu est remplacé par Ramakrishna Ranga Rao de Bobbili dont l'administration est rapidement devenue célèbre pour sa mauvaise gouvernance.
Durant son mandat de gouverneur, Stanley est responsable de la mise en œuvre du barrage de Mettur sur la rivière Kaveri,,. Le réservoir créé par le barrage est nommé réservoir Stanley en son honneur. Le 17 janvier 1930, Stanley pose la première pierre d'une Gaudiya Math et d'un temple à Royapettah, Madras. Le premier service de la ligne suburbaine de Madras de la South Indian Railway Company est signalé par Stanley de la gare de Chennai Beach le 2 avril 1931. En 1933, Stanley inaugure le cours de cinq ans en médecine et en chirurgie au Royapuram Medical College. Le 2 juillet 1938, l'école est renommée Stanley Medical College en son honneur. En 1931, il avait reçu Ignace Élie III, le patriarche d'Antioche en route pour Kerala.
Le Stanley Medical College à Madras, Tamil Nadu, en Inde est nommé à la mémoire de Stanley. Le programme de diplôme en médecine et chirurgie est inauguré en 1933 par Stanley, alors qu'il est gouverneur de Madras. Le collège anciennement connu sous le nom de Royapuram Medical School est rebaptisé Stanley Medical School le 27 mars 1934 en son honneur. Il a été rebaptisé Stanley Medical College en 1938.

## Sources
- C. G. Barbar, A. Mohanakrishnan, History of the Cauvery-Mettur Project, Central Board of Irrigation & Power, 1987
- S. Muthiah, Madras Rediscovered, East West Books (Madras) Pvt Ltd, 2004 (ISBN 81-88661-24-4)